# Casa del gobernador William Aiken
La Casa del gobernador William Aiken (también conocida como Casa Aiken-Rhett o Casa Robinson-Aiken) es una residencia histórica ubicada en el 48 de Elizabeth Street, en el vecindario de Wraggborough en Charleston, Carolina del Sur, Estados Unidos.

## Historia
A pesar de ser conocido por su asociación con el gobernador William Aiken Jr., la casa fue construida en 1820 por John Robinson después de comprar varios lotes en Mazyck-Wraggborough en 1817. Su casa se configuró originalmente como una casa individual de Charleston con entrada a la casa desde el lado sur a lo largo de Judith Street. La casa se considera el complejo mejor conservado de estructuras domésticas antes de la Guerra de secesión en Charleston. Fue el hogar de William Aiken, Jr., gobernador de Carolina del Sur, y antes de eso, el hogar de su padre, el propietario de la Compañía del Canal y del Ferrocarril de Carolina del Sur, William Aiken.
La Sra. Frances Dill Rhett, cuyo esposo era descendiente directo del gobernador William Rhett, donó la casa al Museo de Charleston en 1975. La casa fue incluida en el Registro Nacional de Lugares Históricos en 1977. Desde 1995, la Fundación Histórica de Charleston es propietaria y opera la Casa Aiken-Rhett como una histórica casa museo.

### Esclavitud
Una característica de la Casa Aiken es su desarrollo urbano. La mayoría de los estudiosos de la historia y la cultura del sur definen las mansiones de plantaciones anteriores a la guerra rodeadas de desarrollos agrícolas, como otras plantaciones del área de Charleston, Drayton Hall, McLeod Plantation y Magnolia Plantation. Sin embargo, la mayoría de las ciudades anteriores a la guerra del sur estaban arraigadas con la esclavitud: Richmond, Savannah y Charleston, cuyas poblaciones constituían generalmente un tercio de la población total de la ciudad. Según el censo de 1850, Aiken esclavizó a 7 personas dentro de la residencia urbana, aunque los Aiken esclavizaron a 878 personas en los distritos de Charleston y Colleton combinados. Diez años después en 1860, el número de personas esclavizadas en la residencia urbana saltó a 19 individuos. Cuando estalló la Guerra de Secesión, al menos 13 personas esclavizadas se encontraban en la propiedad de Aiken, incluidos 6 niños.

## Preservación
La familia Aiken fue propietaria de la casa durante más de 142 años hasta que, en 1975, fue donada al Museo de Charleston. Veinte años después, la Fundación Histórica de Charleston lo compró. Desde la compra de la propiedad de Aiken en 1995, se ha adoptado un enfoque más tradicional para preservar la propiedad. Según la Fundación Histórica de Charleston, lo que los atrajo a comprar la propiedad fue su "oportunidad única de comprender y presentar al público la vida urbana anterior a la guerra y la herencia afroestadounidense de Charleston".

## Exhibiciones e interpretación

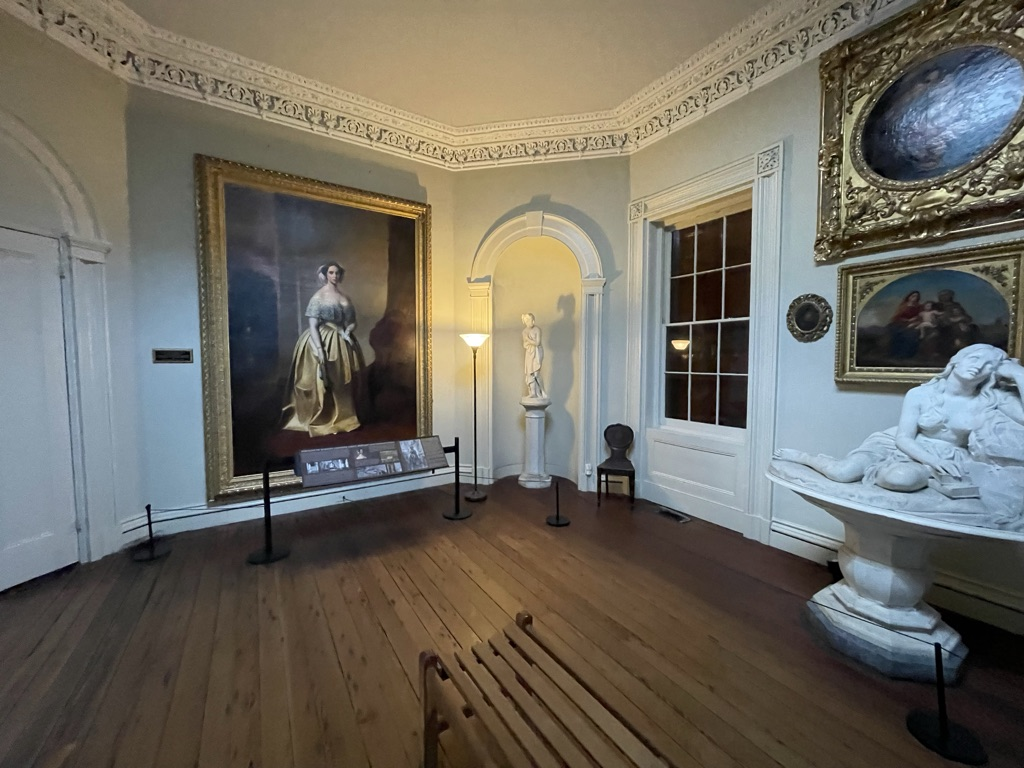
Galería de arte en la Casa Aiken-Rhett, incluido el retrato de la esposa de Aiken, Harriet Lowndes Aiken.

En 2016, un equipo de arqueólogos comenzó a investigar y estudiar las viviendas de los esclavos en la propiedad de Aiken-Rhett. Para 2018, el equipo pudo descubrir más de 10,000 artefactos. Una gran mayoría de las piezas se encuentran actualmente en exhibición dentro de una exhibición que interpreta su significado cultural. Los artefactos van desde monedas y herramientas, hasta piezas de botellas y cerámica. En una investigación separada y un estudio arqueológico en 2017, un equipo de arqueólogos pudo buscar evidencia de líneas de asedio que, según los informes, los soldados británicos excavaron en la primavera de 1780. La Fundación Histórica de Charleston lanzó una aplicación en el otoño de 2018, que ofrece más información sobre temas y un recorrido de audio autoguiado. El recorrido dura aproximadamente 45 minutos e incluye descripciones y fotografías de la exhibición. Según los informes, la decisión de actualizar la gira provino de la directora de museos de la Fundación Histórica de Charleston, Lauren Northup. La guía más antigua para Aiken-Rhett se construyó a mediados de la década de 1990 y "omitió muchas de las historias que habían descubierto desde entonces sobre la vida de los esclavizados en la propiedad". Posteriormente, la fundación actualizó la aplicación para cubrir más de las casas museo históricas del área de Charleston, como la Casa Nathaniel Russel y el Cementerio Magnolia. Además de las historias de personas esclavizadas y la comunidad afroestadounidense, la historia de las mujeres y la comunidad LGBTQ también se han incluido dentro de la aplicación.

## Otras fuentes
- Vlach, John Michael (1999). «The Plantation Tradition in an Urban Setting: The Case of the Aiken-Rhett House in Charleston, South Carolina». Southern Cultures 5 (4): 52-69. doi:10.1353/scu.1999.0036.